# Комбогард

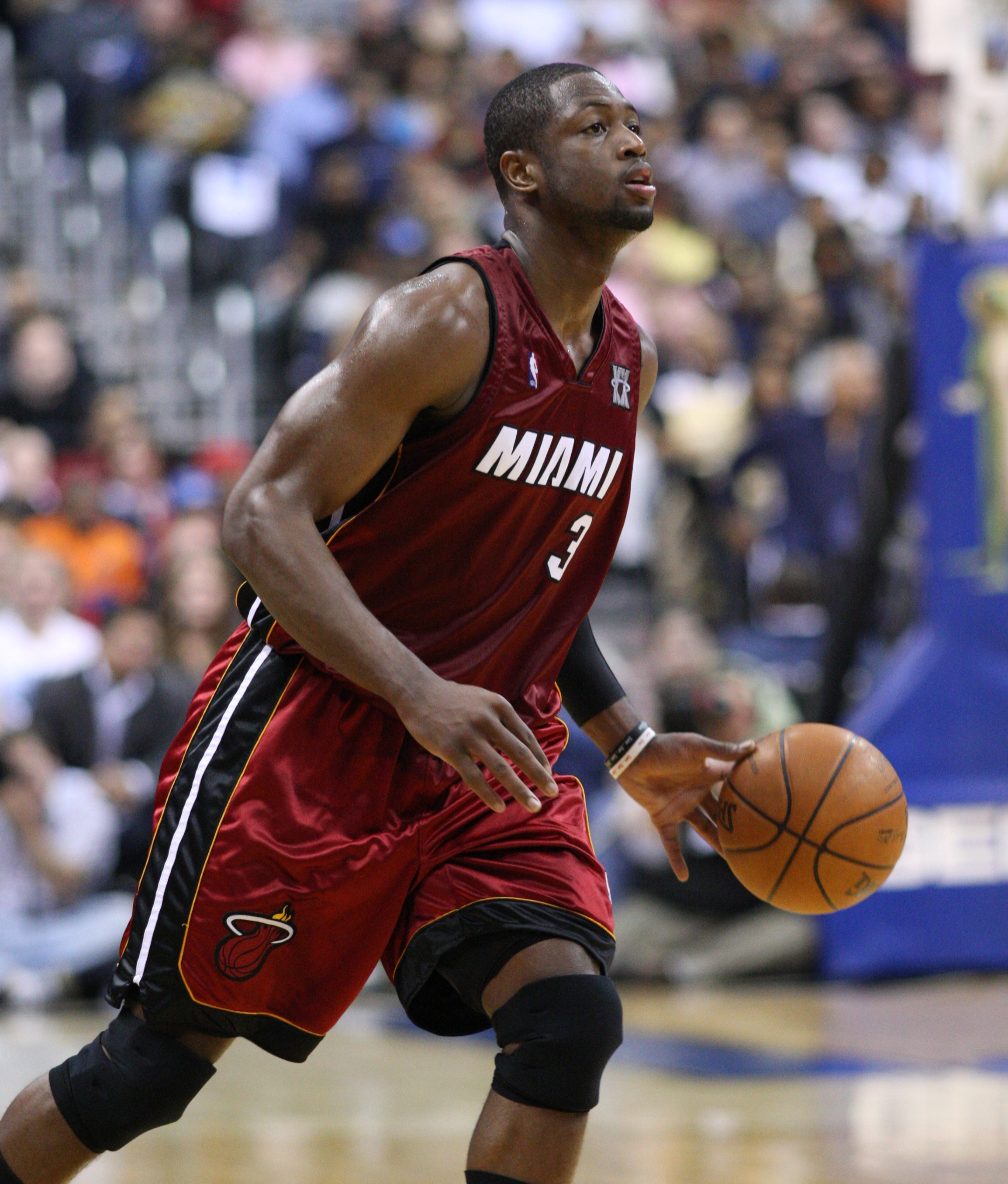
Дуэйн Уэйд — один из лучших комбогардов в НБА

Комбогард (англ. combo guard — комбо-защитник), защитник-гибрид — баскетболист, который сочетает в себе навыки атакующего и разыгрывающего защитников, но не полностью соответствует стандартным описаниям любой из этих позиций. Такие защитники обычно играют как атакующий защитник (набирая больше очков бросками, нежели проходами). Тем не менее, им не хватает роста для эффективной защиты против атакующих защитников. В то же время, им не хватает видения игры и скорости принятия решений, которые демонстрируют чистые 1-е номера. Такие игроки известны как сочетание (комбо) защитников.
Игроки, застрявшие между позициями защитников, исторически рассматривались как трудно вписываемые в команду в силу того, что их игра характеризовалась как «ни здесь, ни там», и как таковые они служили как ролевые игроки до тех пор, пока в команде нет 1-го или 2-го номера. Но успех Дуэйн Уэйда заставил пересмотреть мнение о комбогардах, и начиная с 2000-х много игроков этого амплуа успешно выступают в НБА: Джеймс Харден, Эрик Гордон, О Джей Мейо и Рассел Уэстбрук.
Как правило, комбогарды ростом не выше 193 см (6’4"). Они не в состоянии играть на позиции разыгрывающего успешно на самом высоком уровне профессионального баскетбола из-за специфических требований к позиции плеймейкера. Этих игроков часто характеризуют как «атакующий защитник в теле разыгрывающего». Типичные примеры: Аллен Айверсон, Стефен Карри, Стефон Марбери, Монта Эллис, Гилберт Аренас, Джейсон Терри, Бен Гордон, Хуан Диксон, Стив Фрэнсис, Джон Пакссон и Стив Керр. В истории российского чемпионата типичным примером комбогарда являются Сергей Быков и Алексей Швед.
Комбогарды резко контрастируют[как?] с "истинно" разыгрывающими защитниками, такими как Джейсон Кидд, Дерон Уильямс, Стив Нэш, Крис Пол, Рэджон Рондо и Дерек Фишер. Эти игроки прежде всего являются разыгрывающими защитниками.
Реже встречается тип комбогардов, которые могут играть на обеих позициях, обладая уникальной способностью играть на каждой позиции одинаково хорошо. Рост таких игроков, как правило, немного меньше, чем в среднем для защитников, но в остальном такие игроки нисколько не уступают другим игрокам с точки зрения надёжности и спортивных навыков. Хотя они в целом крупнее и сильнее, чем большинство атакующих защитников, но обладают хорошим дриблингом, пасом и отличным видением площадки.